# Rue Charles Vanderstappen
Pour les articles homonymes, voir Charles et Vanderstappen.
La rue Charles Vanderstappen (en néerlandais : Charles Vanderstappenstraat) est une rue bruxelloise de la commune de Schaerbeek qui va de l'avenue Raymond Foucart à la rue du Tilleul en passant par la rue Théo Coopman.

## Histoire et description
La rue porte le nom d'un sculpteur belge, Charles Van der Stappen, né à Saint-Josse-ten-Noode le 19 décembre 1843 et décédé à Bruxelles le 21 octobre 1910.
La numérotation des habitations va de 3 à 41 pour le côté impair et de 2 à 40 pour le côté pair.

## Adresses notables
- nos 2, 23, 25 et 40 : Maisons du Foyer Schaerbeekois